# Acacia producta
Acacia producta är en ärtväxtart som beskrevs av Mary Douglas Tindale. Acacia producta ingår i släktet akacior, och familjen ärtväxter. Inga underarter finns listade i Catalogue of Life.